# Валентин Серов
Вижте пояснителната страница за други личности с името Серов.
Валентин Александрович Серов (на руски: Валенти́н Алекса́ндрович Серо́в) е руски живописец и график. Художникът е много добре познат с портретите си, най-известният от които е „Момичето с прасковите“.